# Фелікс фон Люкнер
Граф Фелікс Ніоклаус Александер Георг фон Люкнер (нім. Felix Nikolaus Alexander Georg Graf von Luckner; 9 червня 1881, Дрезден, Німецька імперія — 13 квітня 1966, Мальме, Швеція) — німецький дворянин, офіцер військово-морського флоту, письменник і відомий мореплавець. Під час Першої світової війни успішно командував вітрильним комерційним рейдером Seeadler, що діяв на торгових комунікаціях противника. За успіхи заслужив прізвисько «Морський диявол» (нім. Der Seeteufel), тоді як команду його корабля охрестили «піратами імператора» (нім. Die Piraten des Kaisers).
Вміння вести війну без будь-яких втрат зробило його легендою по обидва боки конфлікту.

## Біографія

### Перша подорож
У тринадцять років втік з дому, маючи намір потрапити на шоу Буффало Білла «Дикий Захід». Назвавшись вигаданим ім'ям, Люкнер завербувався за їжу та дах над головою юнгою на російський вітрильник, який здійснював рейси між Гамбургом і Австралією. У тому плаванні його кар'єра могла обірватися, не розпочавшись: Люкнер випав за борт і міг потонути, оскільки капітан не хотів ризикувати життями інших членів команди. Люкнера врятувало втручання старшого помічника, який почав суперечку з капітаном (той погрожував старпому гарпуном) і зумів за допомогою добровольців спустити шлюпку. На той час над Люкнером вже кружляли альбатроси, і один з них схопив дзьобом простягнуту руку юнги. Люкнеру довелося відчайдушно відбиватися від птахів. Помахи величезних крил і альбатроси, які кружляли над ним, вказали екіпажу шлюпки місце знаходження хлопчика, що дозволило його врятувати.

### Майстер на всі руки
Прибувши в Фрімантл, Люкнер дезертирував з корабля і за наступні 7 років перепробував безліч занять: продавав книги Армії Спасіння, допомагав доглядачеві маяка мису Лівін в серпні (звільнився після того, як  був «застуканий» з дочкою наглядача її батьком), полював на кенгуру, працював в цирку, професійно боксував (будучи виключно витривалим), був рибалкою, моряком, солдатом в мексиканській армії президента Порфіріо Діаса, залізничним будівельником, барменом і трактирником. Деякий час провів у чилійській в'язниці за звинуваченням у крадіжці свиней, двічі рази ламав ногу, а одного разу був викинутий з лікарні на Ямайці через відсутність грошей.
Під час своїх мандрів Люкнер став непоганим фокусником. Пізніше імператор Вільгельм II був зачарований його трюками і часто запрошував Люкнера на борт своєї яхти, щоб розважати важливих сановників.

### Повернення в Німеччину
У двадцять років Люкнер вступив до німецької навігаційної школи, де склав іспити на помічника капітана. У 1908 році завербувався на пароплав Petropolis лінії Hamburg-Südamerikanisch, маючи намір служити на ньому протягом дев'яти місяців, перш ніж добровільно піти на річну службу до Імператорського флоту, щоб здобути права стати військовим моряком. Він дав присягу, що повернеться до сім'ї тільки у військовій формі, і виконав її. Люкнери, які вважали Фелікса зниклим безвісти, радісно зустріли його повернення. У лютому 1912 року Люкнер був зарахований на флот і направлений служити на канонерський човен SMS Panther.

### Перша світова війна
На початку війни Фелікс фон Люкнер взяв участь в битві у Гельголандській бухті, а під час Ютландської битви командував однією з веж дредноута «Кронпринц Вільгельм».
З початком Першої світової війни Німеччина переобладнала значне число своїх торгових судів в комерційні рейдери, встановивши на них озброєння і направивши діяти проти судноплавства країн Антанти. Більшості цих кораблів не супроводжував успіх, проте їх присутність в океані сковувала значні сили союзників, які були змушені прикривати свої торгові комунікації. До початку 1915 року більшість рейдерів були або виявлені і потоплені, або інтерновані в нейтральних портах після витрачання палива і припасів.
У надії оживити торгове рейдерство, Імператорський флот обладнав конфіскований трищогловий вітрильник Pass of Balmaha (водотоннажністю 1 571 брт) двома 105-мм знаряддями, прихованими за відкидним бортом, кількома кулеметами і двома ретельно захованими допоміжними двигунами потужністю в 500 кінських сил. Корабель був введений в експлуатацію як допоміжний крейсер Seeadler («Морський орел»). Оскільки він був практично єдиним офіцером у ВМС Німеччини з великим досвідом управління великими вітрильними кораблями, Люкнер був призначений його командиром.

#### Плавання на «Морському орлі»

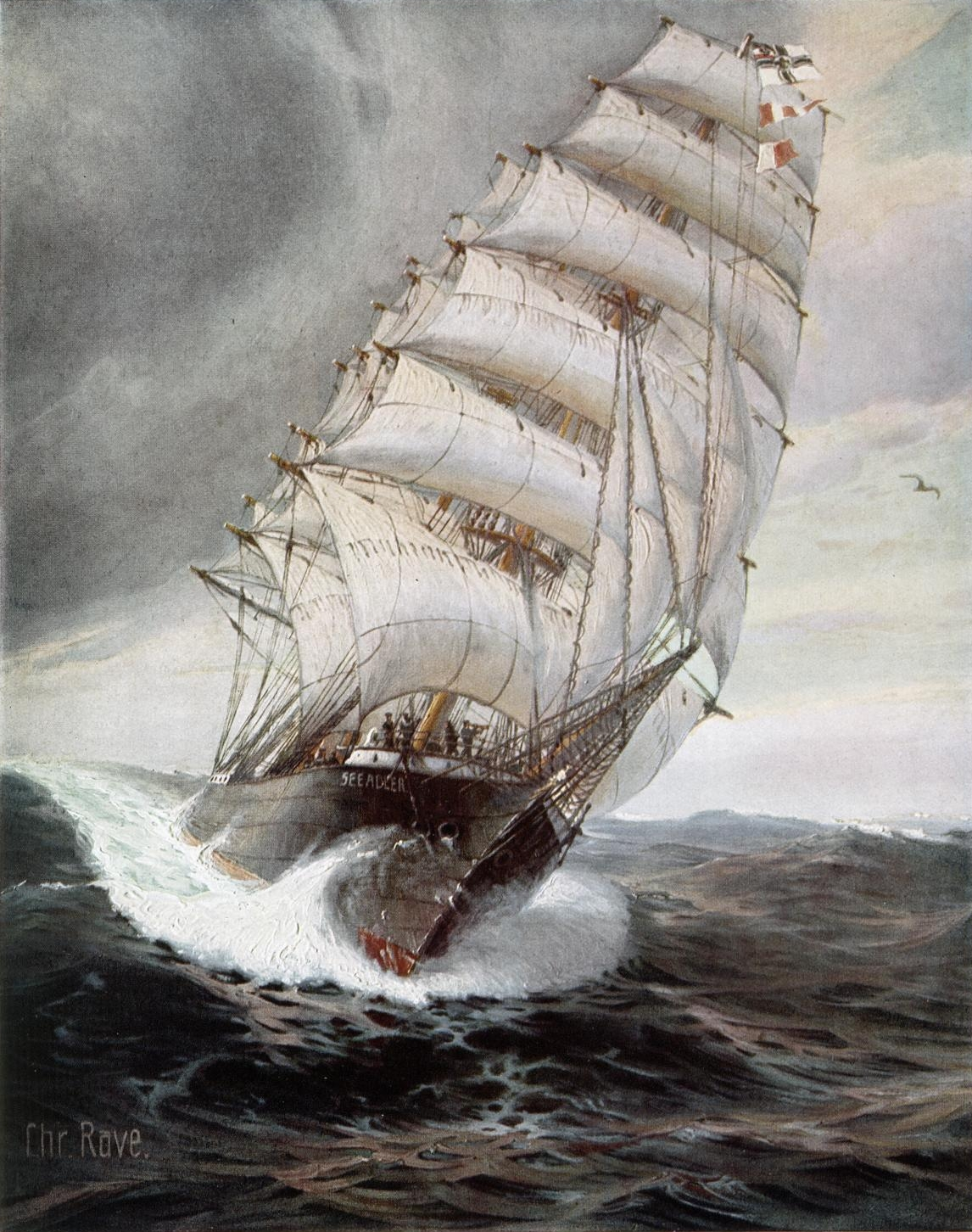
«Морський орел».

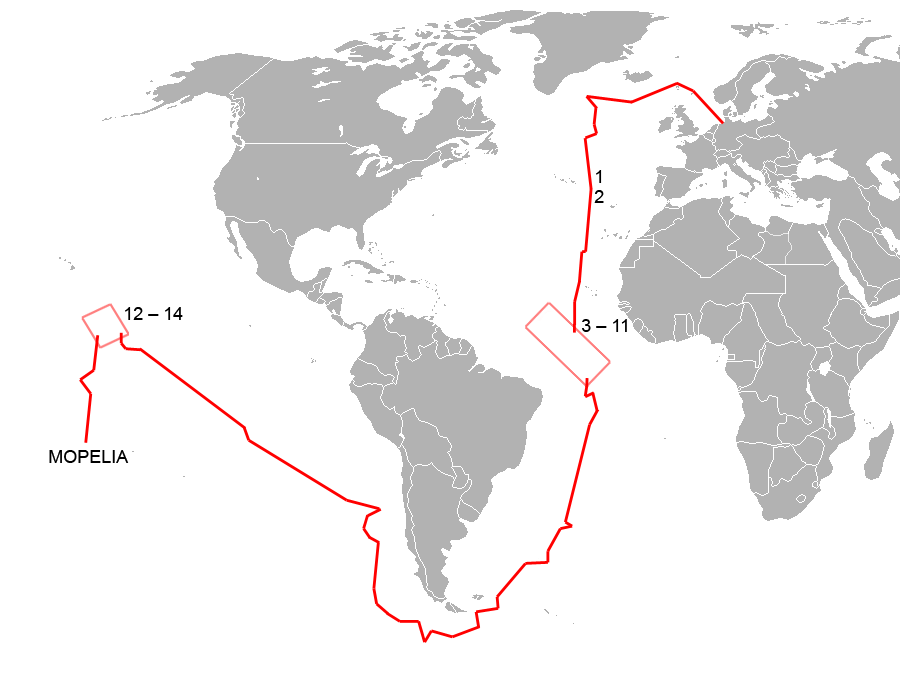
Маршрут «Морського орла».

Seeadler покинув порт 21 грудня 1916 року, і йому вдалося прослизнути через британську блокаду, замаскувавшись під норвезьке судно. Багато членів команди, що складалася з 6 офіцерів і 57 матросів, були відібрані через знання норвезької мови, в тому числі сам Люкнер — на випадок, якщо б їх перехопили британці. До Різдва вони були на північний захід від Гренландії, коли зіткнулися з британським озброєним торговельним крейсером Avenger. Екіпаж Avenger провів інспекцію на борту корабля, але не зміг виявити німецький обман.
9 січня 1917 року Seeadler натрапив на самотній пароплав. Він підняв сигнал з проханням про точний час (не рідкість для вітрильників, які довго знаходяться поза контактом з землею), і коли для пароплава було занадто пізно робити маневр ухилення, підняв німецький прапор. 3 постріли знадобилося, щоб переконати 3 268-тонний Gladys Royle, який віз вугілля з Кардіффа в Буенос-Айрес, зупинитися. Його екіпаж був знятий з судна неушкодженим, і воно потім було затоплене.
10 січня 1917 року Seeadler зіткнувся з іншим пароплавом, який відмовився назвати себе. Німецький прапор був піднятий, і постріл пройшов близько носової частини корабля Lundy Island, який віз вантаж цукру з Мадагаскару. Пароплав як і раніше відмовлявся зупинитися, і 4 постріли були зроблені прямо в нього. Пароплав заліг у дрейф і спустив свої шлюпки, але капітан ігнорував наказ йти до Seeadler. Німецьку абордажну команду відправили на судно, і виявилося, що команда покинула судно, коли пролунали перші постріли, залишивши капітана на ньому. Пізніше капітан Банністер сказав Люкнеру, що він раніше вже був захоплений німецьким рейдером і отримав умовне звільнення, яке він порушив; таким чином, він не хотів бути військовополоненим знову. Люкнер продовжив свою подорож на південь, і до 21 січня він був в центрі Атлантики між Бразилією і Західною Африкою, коли виявив 2 199-тонний французький трищогловий барк Charles Gounod, завантажений зерном. Charles Gounod був швидко затоплений, але його корабельний журнал не містив записаної інформації про інші кораблі, які він зустрічав, і їх передбачуваний маршрут.

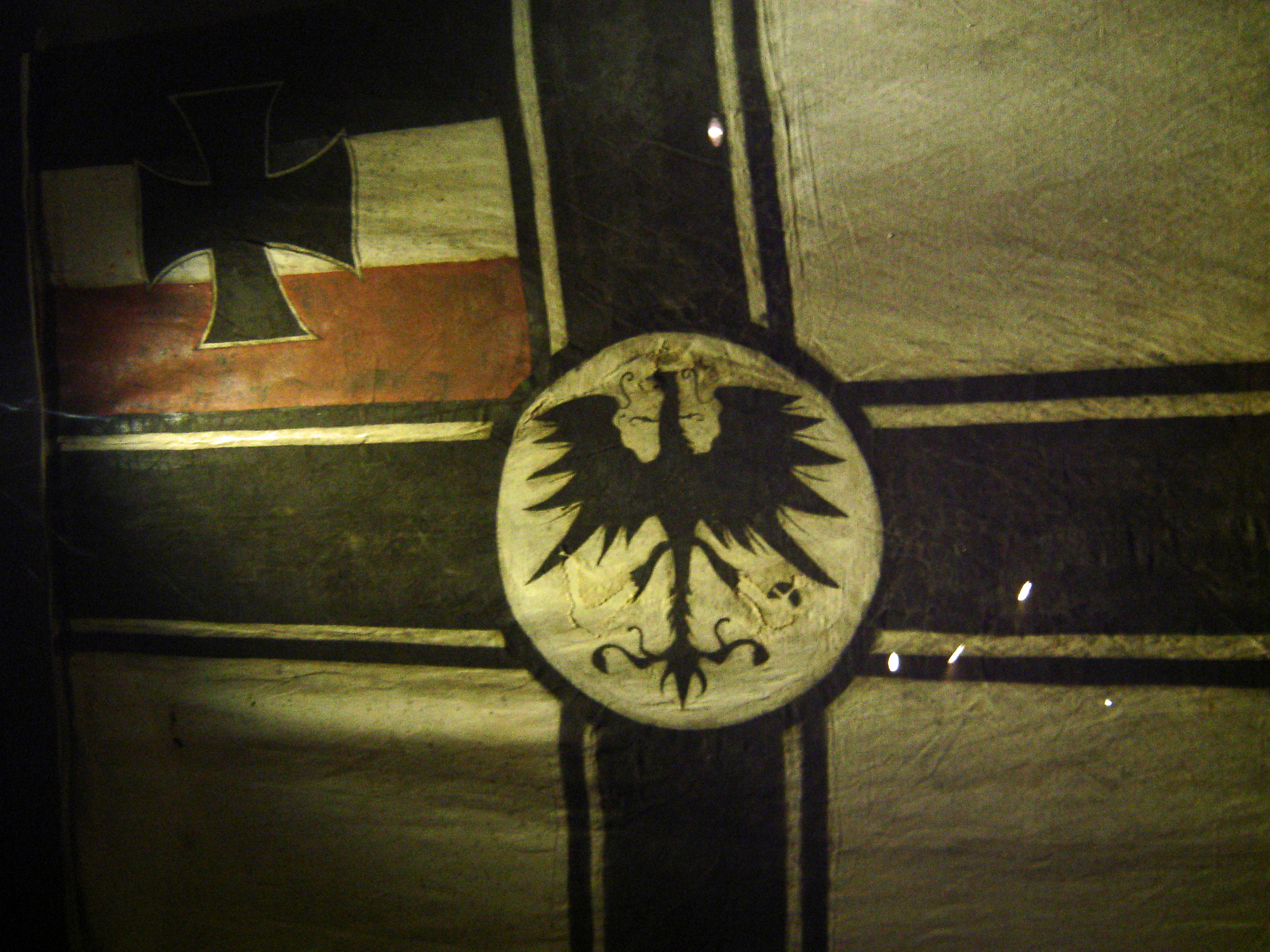
Прапор «Морського орла».

24 січня невелика 364-тонна канадська шхуна Perce була зустрінута і потоплена кулеметами після взяття на борт її команди (включаючи наречену капітана). 3 071-тонний французький чотирищогловий барк Antonin, завантажений чилійською селітрою, був виявлений 3 лютого і незабаром затоплений. 9 лютого 1 811-тонний італійський Buenos Ayres, також завантажений селітрою, був потоплений. 19 лютого був помічений чотирищогловий барк, який відразу ж підняв вітрила, намагаючись втекти, проте двигуни Seeadler'а дозволили йому нагнати 2 431-тонний британський корабель Pinmore з вантажем зерна. За збігом обставин фон Люкнер ходив на Pinmore під час своєї служби на цивільному вітрильному флоті ще в 1902 році. Фон Люкнер взяв під контроль Pinmore в Ріо-де-Жанейро, щоб отримати більше припасів, перш ніж затопити його.
Наступним зупиненим кораблем став датський барк Viking, але нейтральний корабель залишили в спокої, оскільки не віз незвичайного вантажу.
Вранці 26 лютого 1 953-тонний британський барк British Yeoman, що перевозив гуманітарний вантаж, включаючи курей і свиней, був зупинений і затоплений, і в той же вечір французький чотирищогловий барк Le Rochfoucauld став жертвою Seeadler. Абордажна команда виявила, що Le Rochfoucauld лише недавно був зупинений британським крейсером, який шукав Seeadler.
Увечері 5 березня Seeadler виявив чотирищогловий барк в місячному сяйві і дав сигнал: «Зупиніть негайно! Німецький крейсер.» При цьому капітан 2 206-тонного французького корабля Dupleix попрямував прямо до Seeadler, переконаний, що інший французький капітан влаштував йому розіграш. Незабаром йому довелося зневіритися у своїй ідеї, коли його корабель був затоплений, ставши наступною жертвою. У своєї наступної жертви Seeadler 10 березня попросив вказати час, але сигнал був проігнорований. Фон Люкнер наказав запалити димові шашки, і 3 609-тонний корабель Horngarth розвернувся для надання допомоги «палаючому» вітрильному судну. Єдиний постріл вивів радіо британського судна з ладу, і це призвело до єдиної загибелі людини за час подорожей Seeadler. Британський моряк Дуглас Пейдж був убитий розривом паропроводу від пострілу. Horngarth незабаром був затоплений вже досвідченою в цій справі командою Seeadler.
До цього часу фон Люкнер зіткнувся з проблемою годування і безпечного утримання близько 300 ув'язнених на додачу до його власної команди. Тому, коли 20 березня французький чотирищогловий барк Cambronne був узятий, фон Люкнер організував розбирання брамселевих щогл, додаткового рангоуту і вітрил судна, перш ніж перевести на борт Cambronne ув'язнених під командуванням капітана Маллена з Pinmore. Значно зменшене оснащення на Cambronne забезпечувало Seeadler 'у гарантовану можливість втекти, перш ніж його місцезнаходження могло бути повідомлене кораблям-мисливцям.
Королівський флот був добре обізнаний про загальне розташування Seeadler і влаштував пастку, що складалася з торгового озброєного крейсера Otranto і броненосних крейсерів Lankaster і Orbita біля мису Горн. Однак сильний шторм відніс Seeadler значно далі на південь, перш ніж він увійшов в Тихий океан 18 квітня і пішов на північ уздовж чилійського узбережжя. На початок червня Seeadler знаходився на схід від острова Різдва і дізнався, що Сполучені Штати вступили у війну. Seeadler звернув свою увагу на американські кораблі, затопивши 529-тонний корабель A.B. Johnson з Сан-Франциско 14 червня (це стало першим американським трофеєм Німеччини у війні), 673-тонний RC Slade на наступний день і шхуну Manila 8 липня. До цього часу Seeadler був зношений так, що його корпус повинен був бути очищений. Він підійшов до маленького острова Мопеліа, також відомого як Маупіхаа — коралового атолу в 10 км (6 миль) в діаметрі Островів Товариства, за 450 км (280 миль) від Таїті.

#### Крах Seeadler
Seeadler був занадто великий, щоб увійти в захищену лагуну Мопеліа, і, отже, встав на якір за межами рифа. 24 серпня сталася біда. Відповідно до розповіді фон Люкнера, корабель був вражений цунамі, яка розбила Seeadler об риф. Тим не менш, деякі американські полонені стверджували, що корабель дрейфував на мілині, поки вони і більшість членів команди були на пікніку на острові.
Команда і 46 полонених тепер опинилися на Мопеліа, але їм вдалося врятувати припаси, вогнепальну зброю і 2 з відкритих човнів корабля.

#### «Гра в хованки»
Фон Люкнер вирішив вийти з п'ятьма своїми людьми на одному з 10-метрових відкритих човнів, оснащеному як шлюп і названому Kronprinzessin Cecilie. Залишаючись навіть в цей момент оптимістом, він збирався йти до Фіджі через острови Кука, захопити вітрильник, повернутися до Мопеліа за своєю командою і полоненими, після чого відновити диверсійні рейди.
Через три дні після виходу з Мопеліа вони досягли острова Атіу в групі островів Кука, де вони зробили вигляд, що вони — голландсько-американські моряки, які перетинають Тихий океан на спір. Новозеландський резидент, адміністратор острова, дав їм досить припасів, щоб досягти іншого острова в групі, Аітутакі, де вони видавали себе за норвежців. Новозеландський резидент в Аітутакі поставився до них з підозрою, але не було ніякої можливості для затримання групи, і фон Люкнер зі своєю групою швидко взяв курс на острів Раротонга. Підійшовши до Раротонга в темряві, Люкнер побачив темний корабель, який він вважав допоміжним крейсером, хоча насправді це було викинуте на берег судно; фон Люкнер внаслідок цього взяв курс на фіджійський острів Вакайя, прибувши туди після проходження 3 700 км на відкритому човні. Більшість людей на Вакайя повірили в історію «норвежців, які зазнали корабельної аварії», але один скептик викликав групу поліцейських зі старої фіджійської столиці Льовука. 21 вересня поліція зімітувала постріл з неіснуючої гармати на міжострівному поромі «Амра», погрожуючи затопити судно Люкнера. Аби не допустити кровопролиття і не зрозумівши, що поліцейські не озброєні, Люкнер і його група здалися і були ув'язнені в таборі для військовополонених на острові Маупіхаа недалеко від Окленда, Нова Зеландія.
Тим часом на Мопеліа невелике французьке торговельне судно Lutece кинуло якір за межами рифа. Лейтенант Клінг з Seeadler, почувши про захоплення свого капітана по радіо, попрямував до Lutece і захопив його під дулом пістолета. Французька команда була висаджена з іншими полоненими, а всі німці вступили на корабель, який тепер був перейменований в Fortuna, і взяли курс на Південну Америку. Командир A.B. Johnson, капітан Сміт, потім взяв залишений німцями відкритий човен в Мопеліа разом з трьома іншими американськими моряками і пройшов в шлях в 1600 км до Паго-Паго, прибувши туди 4 жовтня, де вони змогли нарешті повідомити владі про діяльність Seeadler і провести заходи з порятунку інших 44 моряків, які все ще перебували на Мопеліа.
Fortuna тим часом зазнала невдачі, коли натрапила на не зазначені на карті скелі біля острова Пасхи. Команда видерлася на берег, де вони були інтерновані чилійцями до кінця війни.

#### Втеча

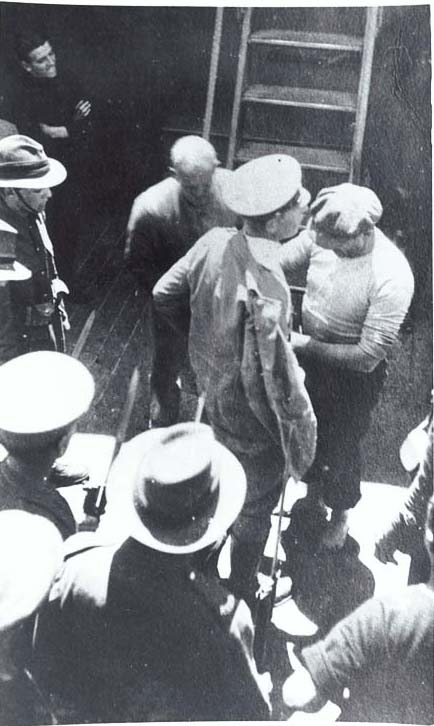
Обшук Люкнера на борту USS Iris.

Фон Люкнер як і раніше відмовлявся визнати, що війна закінчилася для нього. Командир табору для військовополонених в Мотуіхе мав в своєму розпорядженні швидкий моторний човен Pearl, і 13 грудня 1917 року фон Люкнер зімітував початок різдвяних ігор разом зі своїми людьми і використовував своє становище «гравця» для планування своєї втечі. Фон Люкнер і ряд інших в'язнів захопили Pearl і дійшли на ній до півострова Коромандел. Використовуючи кулемет, він потім захопив 90-тонну шаланду Моа і за допомогою вручну зробленого секстанта і карти, скопійованої з шкільного атласу, вони відійшли до острова Кермадек, який був новозеландським островом-базою з більшими кораблями, що стояли там на якорі. Допоміжне судно Iris вгадало його ймовірне місцезнаходження і наздогнало 21 грудня. Через рік після початку його місії війна, нарешті, закінчилася для Фелікса фон Люкнера. Він провів залишок війни в різних таборах для військовополонених в Новій Зеландії, перш ніж був репатрійований в Німеччину в 1919 році.

### Повоєнне життя

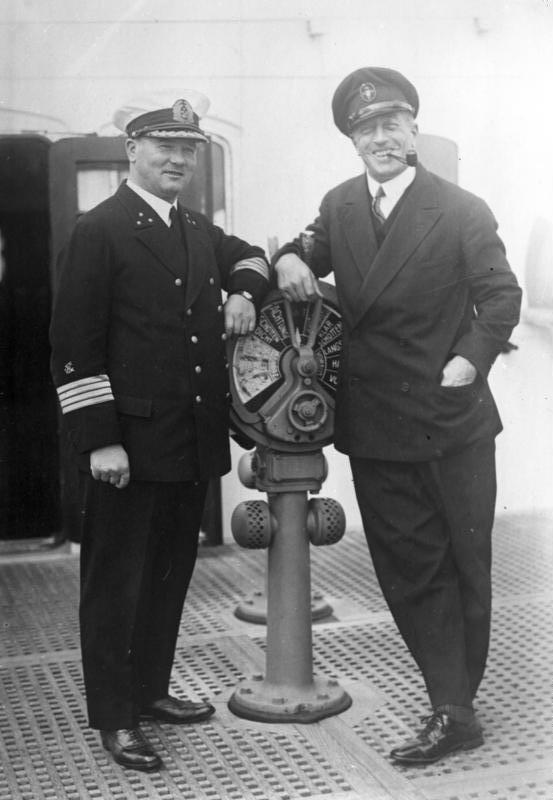
Люкнер (праворуч) в 1930 році.

12 травня 1921 року Люкнер став масоном ложі Große Landesloge von Deutschland в Гамбурзі. Він написав книгу про свої пригоди, яка стала бестселером у Німеччині, а книга Ловелла Томаса про нього розповсюдила славу Люкнера в усьому світі.
У 1926 році він зібрав кошти, щоб купити парусник, який назвав Vaterland, і вирушив на ньому з місією доброї волі по всьому світу, залишивши Бремен 19 вересня і прибувши в Нью-Йорк 22 жовтня 1926 року. Оскільки він був талановитим оратором, слухачі широко захоплювалися промовами Люкнера про його морську практику тим, що він вів свою війну з мінімальними втратами серед ворога. Це відкрило йому багато дверей в Сполучених Штатах, де він виступав в сотнях місць по всій країні, спочатку німецькою, а потім все більш англійською мовою. Він заручився підтримкою багатьох знаменитостей, дипломатів, політиків і навіть Американського легіону. Генрі Форд подарував йому автомобіль. Президент Кулідж хотів особисто зустрітися з ним, але Люкнер відмовився на прохання свого уряду. Відчуваючи, що його «місія доброї волі», як він назвав її в своїй книзі Seeteufel erobert Amerika («Морський диявол підкорює Америку»), не зможе мати більший успіх в інших місцях і не може фінансово підтримуватися доходом від його виступів, нехай і вельми популярних і успішних, він повернувся до Німеччини, куди він прибув 19 квітня 1928 року.
Він був частим гостем в домі Райнгарда Гейдріха в Галле, де він надихнув молодого Гейдріха розповідями про свої пригоди на Seeadler'е вступити в рейхсмаріне. У 1937-38 роках Люкнер і його дружина здійснили навколосвітню подорож на своїй яхті Seeteufel, були вітально зустрінутими в Новій Зеландії та Австралії, хоча деякі бачили в ньому апологета нацистського режиму.
Під час Другої світової війни Адольф Гітлер спробував використовувати його в пропагандистських цілях. Він був замішаний в скандалі і поставлений перед спеціальним судом честі в 1939 році за звинуваченням в кровозмішенні і статевих стосунках з неповнолітніми, але не був засуджений. Кажуть, що його відхід з суспільного життя був умовою для припинення судового розгляду. Люкнер відмовився відректися від свого членства в масонах і від різних почесних громадянств, наданих йому в США, за що його банківський рахунок був заморожений. У 1943 році він врятував життя єврейської жінки, Роуз Янсон, якій надав паспорт, знайдений на розбомбленій ділянці, і якій згодом вдалося втекти в США через нейтральні країни. В кінці війни мер Галле, міста, в якому він жив, попросив його провести переговори про здачу міста з американськими військами, що він і зробив, хоча не повернувся в місто, почувши, що нацисти засудили його до смертної кари.

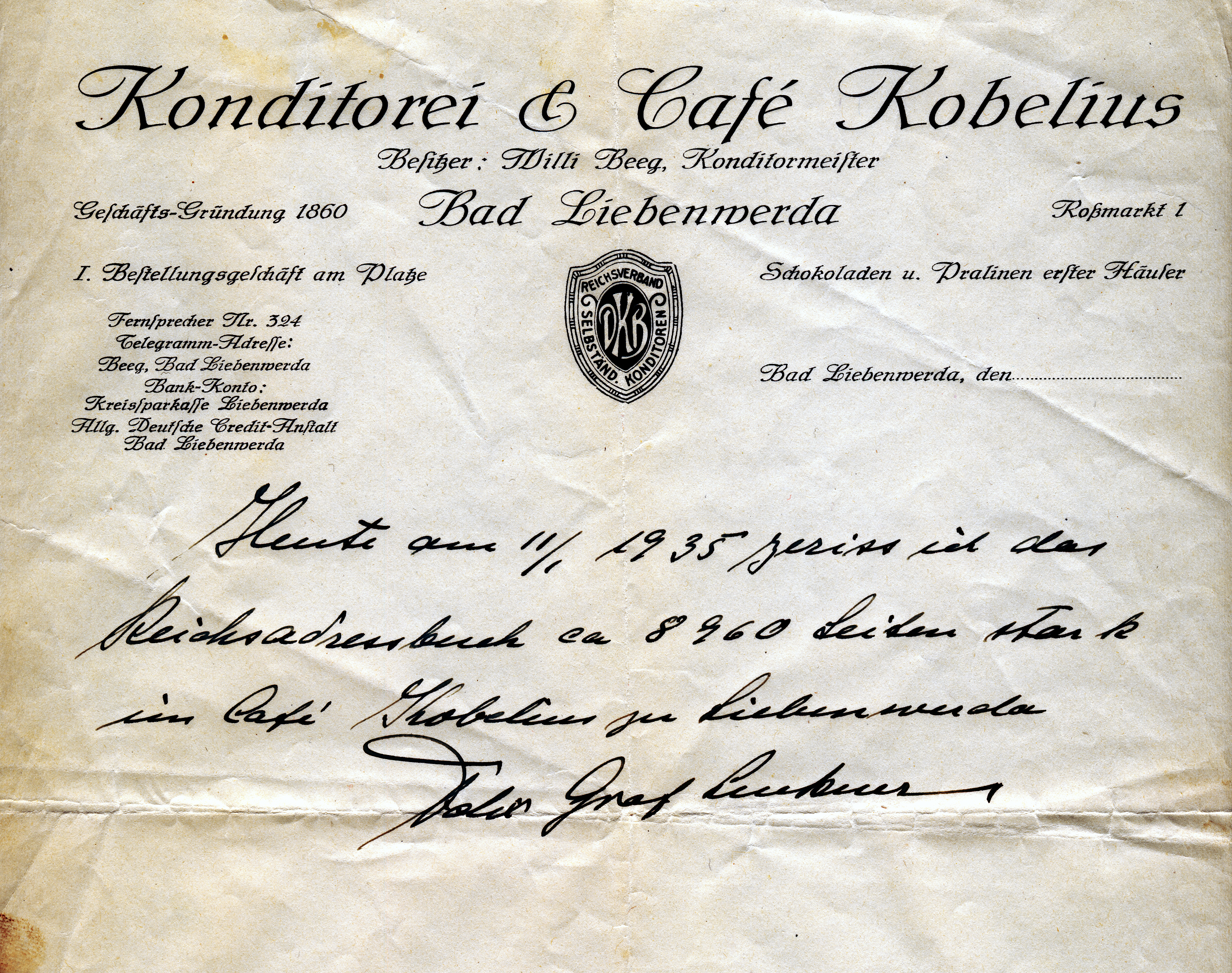
Сертифікат кафе «Кобеліус» в Бад-Лібенверді, який підтверджує, що 11 січня 1935 року Люкнер голіруч розірвав Імперський довідник (8 960 сторінок).

Люкнер був надзвичайно сильний фізично і був відомий здатністю згинати монети між великим, вказівним і середнім пальцями правої руки, а також рвати телефонні довідники (найтовстіший він розірвав в Нью-Йорку) голими руками. З нагоди його візиту до Австралії в 1938 році газета Sydney Labour Daily опублікувала карикатуру, яка зображала імператора Вільгельма, котрий розриває пакт про бельгійський нейтралітет, Адольфа Гітлера, що розриває ще одну угоду, і Люкнера, що розриває каталог, з підписом «Всі вони мають звичку».
Люкнер вельми часто давав автографи, і оригінальні автографи Люкнера часто з'являються на аукціонах і продажах нерухомості.

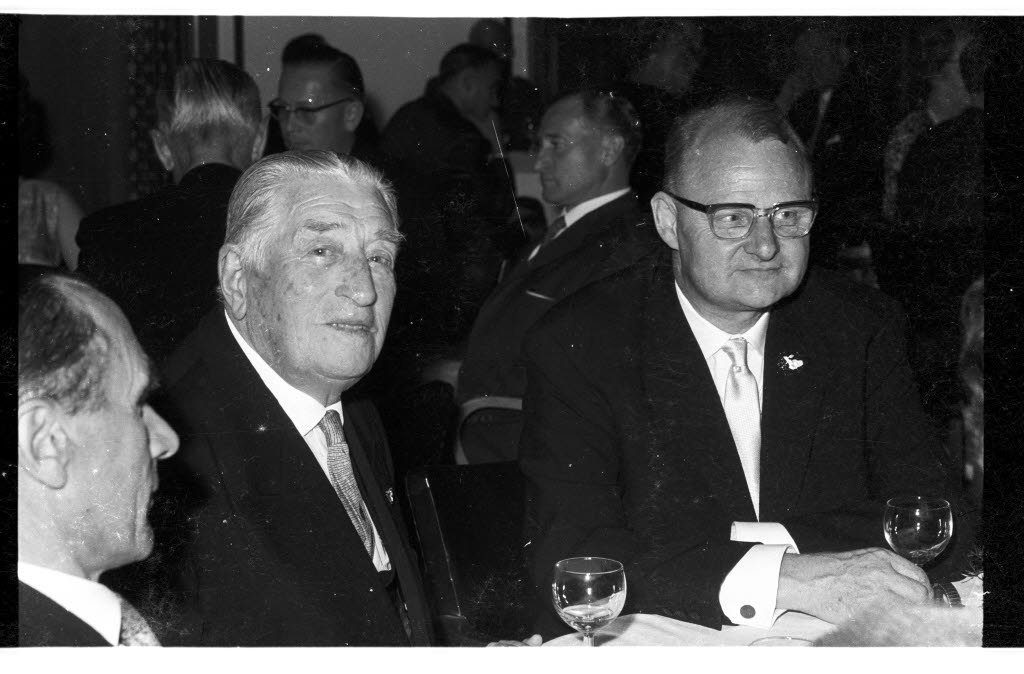
Люкнер (ліворуч) в 1964 році.

Після Другої світової війни Люкнер переїхав до Швеції, де він жив в Мальме зі своєю другою дружиною до самої своєї смерті. Він похований на кладовищі Ольсдорф, Гамбург.

## Сім'я

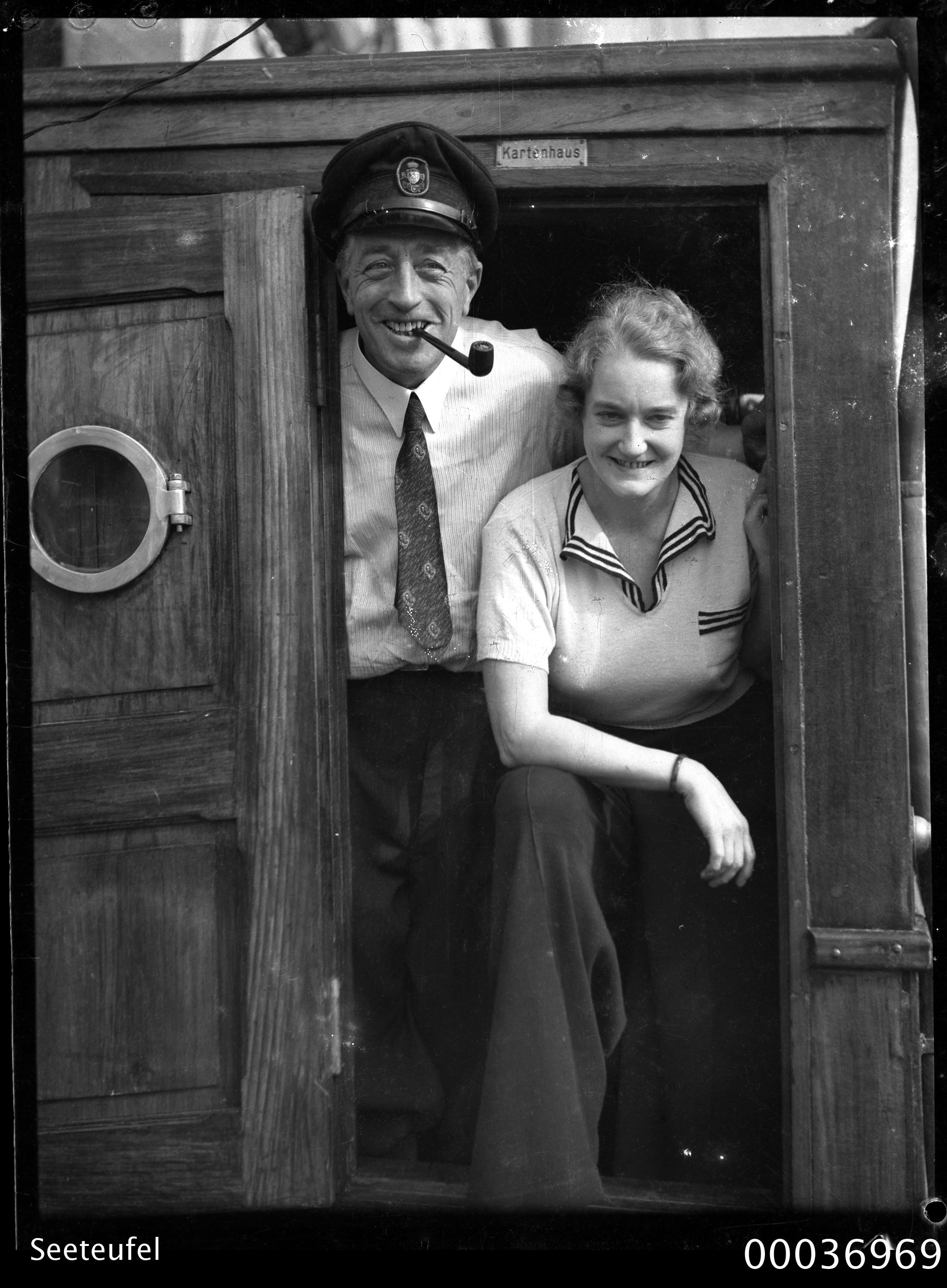
Фелікс та Інгеборг фон Люкнери (1938).

Люкнер доводиться правнуком Ніколя Люкнеру — маршалу Франції і воєначальнику французької Рейнської армії, якому в XVIII столітті був подарований титул графа королем Данії. Був двічі одружений: перший раз з Петрою (уродженою Шульц) з Гамбурга, в шлюбі з якою в 1913 році народилася дочка Ігне-Марія. У Мальме в 1924 році одружився з Інгеборг (уродженою Енгстрем).

## Нагороди
- Залізний хрест 2-го і 1-го класу
- Рятувальна медаль

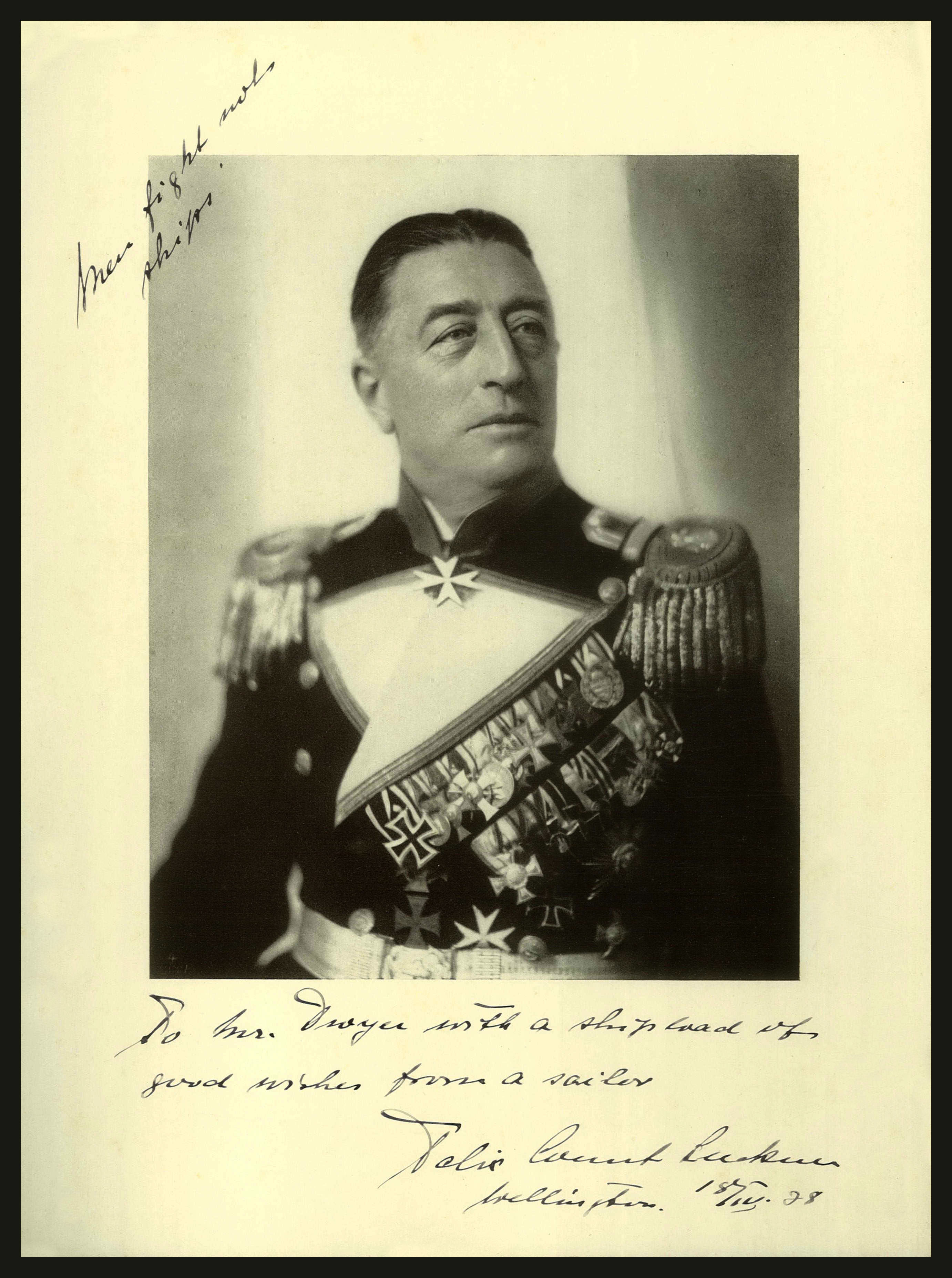
Фотографія Люкнера з автографом (1938).

- Хрест «За військові заслуги» (Мекленбург-Шверін) 2-го і 1-го класу
- Хрест «За військові заслуги» (Брауншвейг) 2-го і 1-го класу
- Військовий Хрест Фрідріха-Августа (Ольденбург) 2-го (із застібкою «Перед ворогом») і 1-го класу
- Орден «За заслуги» (Баварія) 4-го класу з мечами
- Хрест «За заслуги у війні» (Саксен-Мейнінген) 2-го і 1-го класу
- Хрест «За вислугу років у ландвері» (Пруссія) 2-го класу
- Ганзейський Хрест (Гамбург, Бремен і Любек)
- Орден «За хоробрість» 3-го ступеня (Третє Болгарське царство)
- Хрест «За військові заслуги» (Австро-Угорщина) 3-го класу з військовою відзнакою
- Орден Корони (Пруссія) 4-го класу на стрічці Рятувальної медалі
- Орден Альберта (Саксонія), лицарський хрест 1-го класу з мечами
- Срібна медаль «Ліакат» з шаблями (Османська імперія)
- Пам'ятна медаль Світової війни (Німецький почесний легіон)
- Орден Святого Йоанна (Бранденбург), почесний лицар
- Почесний громадянин Сан-Франциско
- Почесний хрест ветерана війни з мечами
- Орден «За заслуги перед Федеративною Республікою Німеччина», командорський хрест (1953) — вручений Теодором Гойссом.

## Вшанування пам'яті
- В деяких німецьких містах є вулиці графа Люкнера (Graf-Luckner-Straße).
- У місті Вюрцбург є струмок графа Люкнера (Graf-Luckner-Weiher).
- 29 березня 2004 року в Галле було засновано товариство фон Люкнера з метою дослідження його життя і діяльності, особливо його ролі в захисті міста Галле протягом квітня 1945 року. Протягом кількох місяців після свого створення товаривство налічувало понад 100 членів у 14 країнах. Товариство хоче створити меморіал і музей Люкнера в Галле та повернути в Німеччину яхту Люкнера Seeteufel, яка за непідтвердженими даними пережила Другу світову війну як допоміжне судно, а потім стала особистим трофеєм одного з радянських військово-морських начальників. 8 червня 2006 року товариство випустило обмежену серію пам'ятної медалі на честь Люкнера.
- У 2006 році німецька поштова компанія Deutsche Post випустила до 125-річчя від дня народження Люкнера пам'ятні поштові марки.